# The Unforgotten Path
The Unforgotten Path è l'undicesimo album in studio del pianista statunitense Jordan Rudess, autoprodotto e pubblicato il 15 novembre 2015.

## Descrizione
Registrato presso la casa studio di Rudess nell'agosto 2015 mediante il solo utilizzo del pianoforte Steinway D, The Unforgotten Path è stato descritto dal musicista come «una collezione di melodie che hanno ispirato la mia vita musicale.»

## Tracce
1. Entangled – 4:24
2. Your Song – 3:34
3. For Japan – 3:36
4. Karma Police – 3:39
5. Soon – 3:34
6. The Sound of Silence – 3:57
7. Here, There and Everywhere – 2:48
8. Grandchester Meadows – 5:18
9. Old Man in the House – 3:28
10. Scarborough Fair – 2:50
11. As Tears Go By – 3:14
12. Imagine – 3:49
13. Moonchild – 3:25
14. The First Time Ever I Saw Your Face – 3:38
15. Send in the Clowns – 2:49
16. Tribute to Jobs – 2:03
17. Opus 58 – 1:50